# Andrea Zitolo
Andrea Zitolo OMRI, né en 1980 à Pescina, est un scientifique et académique italo-français (avec status de professeur des universités) spécialisé en chimie physique et en science des matériaux.

## Biographie
Andrea Zitolo est né dans la province de L'Aquila, en Abruzzes, et a grandi à Ladispoli, dans la Ville métropolitaine de Rome Capitale. Après avoir obtenu son diplôme au Liceo scientifico « Sandro Pertini », il a poursuivi des études en chimie à l'Université de Rome « La Sapienza », où il a été diplômé avec une spécialisation en chimie physique, avec mention (110 cum laude/110). Il a ensuite obtenu un doctorat en sciences chimiques avec une thèse intitulée Enquête structurelle de la coordination des lanthanoïdes : une étude combinée de la spectroscopie SAX et de la dynamique moléculaire et il continue sa carrière en tant que chercheur dans le même établissement.
Il a déménagé à Paris pour travailler au Synchrotron SOLEIL, accélérateur de particules de l’Université Paris Saclay, où il est actuellement scientifique. La presse italienne a rapporté qu'il s'était installé en France « pour révolutionner le monde de l'énergie à faible coût ».
Parmi d’autres financements, en 2020 il a gagné un financement Agence nationale de la recherche (ANR) pour diriger le projet « Spectroscope », une étude de la spectrométrie d'absorption des rayons X (SAX) appliquée aux nouveaux électrocatalyseurs sans métaux précieux.
Le 2 juin 2017, le Président de la République italienne Sergio Mattarella lui a décerné le titre de Chevalier de l'Ordre du Mérite de la République italienne pour sa contribution à l'avancement de la science. En janvier 2018, le ministre français de l'Éducation Jean-Michel Blanquer lui a remis l'insigne de Chevalier de l'Ordre des Palmes académiques.
Il est également membre du comité éditorial de Springer Nature Group.

## Travaux scientifiques récents
Ses recherches pionnières portent sur l'application de la spectrométrie d'absorption des rayons X pour comprendre la structure et les propriétés des catalyseurs pour les piles à combustible.
Depuis 2020, il est membre du comité de révision externe de DESY en Allemagne et de l'Institut Paul Scherrer en Suisse.

## Activisme et philanthropie
En 2016, Andrea Zitolo a été l'un des témoins de la campagne de la Journée mondiale de l'eau menée par la Green Cross, mettant en avant l'importance de la protection des ressources naturelles comme l'eau pour le progrès scientifique.
Il milite également pour la transformation du système d'enseignement supérieur et de la recherche, et met en lumière la nécessité de combler le fossé entre les institutions et les chercheurs afin de répondre aux nouveaux défis.
Depuis 2020, il est membre du jury pour les Prix L'Oréal-UNESCO Pour les femmes et la science.